# Aries
『Aries』（アリエス）はCIRCUS製作のアダルトゲーム。同社の処女作である。原画は零点。

## システム
本作は選択肢を選ぶことで話を進めていき女の子と仲良くなっていくADVパートと、めもちを育てるROOMパートに分かれており、交互に繰り返す。

### アミROOM -Ami Room-
地上に修行に来た天使アミは自分の住む場所がないため毎晩小さくなって主人公の机の引き出しの中を間借りしている。そこでアミと話をしたり、アイテムを飾ったり、めもちを育てることができる。
めもちとは天界の生き物で、立派な天使になるためにはこれを育てていかなければならない。彼らは自分たちが一番えらいと思い込んでおり、態度が非常に大きいため育てるのには大変苦労する。アイテムを使ったりドーナツを食べさせたりして育てためもちは神様のめもちと対戦させることができる。めもちの戦いは相手を惚れさせることであり、相手と合体したいと思わせることで勝敗がつく。戦闘終了後は負けためもちが勝っためもちに合体し、勝利すればレベルアップや相手の技の習得が可能である。

## ストーリー
主人公・広瀬真一は、12月24日のバイトの帰りにサンタの格好をした女の子・アミに出会う。サンタクロースの手伝いをしていたアミは大切な輪っかを失くしたという。主人公の協力により輪っかは見つかり、頭上へ輪を乗せると礼の言葉を述べ、空へ帰っていく。その様子を見た彼はアミが天使であることを知る。
そして4月になりその天使の少女は主人公のクラスへ転入してくる。

## 登場人物

### 主人公
広瀬真一（ひろせ しんいち）
主人公。名前変更可。

### メインヒロイン
天使アミ（てんし あみ）
声：鳩野比奈
地上へ修行にやってきたおっちょこちょいの天使。ドーナツが大好物。PureDream・LoveDream両方で攻略可能。
佐倉いなほ（さくら いなほ）
声：長崎みなみ
真一の幼馴染。主人公の面倒を見ようとして逆に迷惑をかけることが多い。家庭的かつ優しい性格で将来の夢は保母。PureDreamで攻略可能。
鈴凛々（りん りんりん）
声：草柳順子
中国からの交換留学生。退魔師として、アミを物の怪と思って封印しようとする。肉まんが好物で、いつも食べている。にぎやかな所も好き。Ariesではサブキャラクター扱いであったが、PureDreamで攻略可能になった。
野々村たえ子（ののむら たえこ）
声：Aries 春野日和/PureDream・LoveDream 中谷あずみ
両親と死に別れ、残った弟とバイトを掛け持って暮らす女の子。非常に健気で明るい性格。PureDreamで攻略可能。
山岡あきら（やまおか あきら）
声：関和美
街で人気のケーキ店「オレンジペコ」の娘。真一の幼馴染で、何でも言い合える間柄である。勝気なしっかり者。LoveDreamで攻略可能。
月島カオリ（つきしま かおり）
声：乃田あす実
人気アイドルグループ"Dear"のメンバー。引っ込み思案で学校にうまくなじめずいつも保健室で寝ている。LoveDreamで攻略可能。
七尾留奈（ななお るな）
声：歌織
真一が電気街で知り合ったパソコンマニア。さばさばした性格でつきあいやすい。LoveDreamで攻略可能。
天使紗菜（てんし さな）
声：須本綾奈
アミの双子の妹。姉と同じくドーナツに目がないが成績は優秀。イヤミを言いつつ実は姉思い。Ariesではサブキャラクターであったが、LoveDreamで攻略可能になった。
小泉 めぐみ（こいずみ めぐみ）
声：小西瞳
新任美術教師。Ariesではサブキャラクターであったが、PureDreamで攻略可能になった。

### サブキャラクター
山岡 朝子（やまおか あさこ）
声：小田茉莉奈
ケーキ店オレンジペコの店長にしてあきらの母。通称「あきらママ」。早くに夫を失くしたが、女で一つで子育てと経営をしてきた。まだ30代だが訪れる学生達の母親代わりのような人。
大場ケンジ（おおば けんじ）
主人公の親友。勉強する気はなく、学校をいかに楽しむかということばかり考えている。
沢村マサル（さわむら まさる）
主人公の親友。ケンジと正反対に見えるが意外と気が合うらしく付き合いは長い。
広瀬香美（ひろせ こうみ）
主人公の祖母。離婚し別居中の母親と年中単身赴任の父親の代わりに主人公の面倒を見る。
天使ミカ（てんし みか）
声：乃田あす実
知り合いの老夫婦の家に居候する修行中の天使。口が悪くいい加減だが、困っている人を見ると助ける。
天使ももこ（てんし ももこ）
声：長崎みなみ
いつもニコニコしている修行中の天使。成績が悪くとも居るだけで幸福感を与える。
野々村アツシ（ののむら あつし）
たえ子の弟。姉と同じアホ毛がある。
菱沼謙吾（ひしぬま けんご）
綾月市で一番大きな病院の院長。
阿川広子（あがわ ひろこ）
声：歌織
Dearのメンバー。メインボーカル担当。
鷲尾響子（わしお きょうこ）
声：草柳順子
Dearのメンバー。ビジュアル担当。
上原英理香（うえはら えりか）
声：小西瞳
Dearのメンバー。バラエティ担当。
由良和実（ゆら かずみ）
保健室の先生。
ナゾの男
主人公がカオリに招待されたテレビ番組の収録会場で出会う。
ムサシ
たえ子の焼きそばパンをいつも狙っている野良犬。
コジロー
いかつい顔のシベリアンハスキー。最初はアミに恐れられていたが次第にこころを通わせるようになる。
めもち
正体不明のピンク色のすあまに似た感触の生き物で、地上で修行する天使たちが必ず育てなければならない。

## 主題歌
Aries
- オープニングテーマ『Aries』

歌：長崎みなみ、作詞・作曲：tororo、編曲：ロックンバナナ
- エンディングテーマ『明日への贈り物』

歌：春野日和、作詞・作曲：tororo、編曲：関眞弓
Aries PureDream/LoveDream
- オープニングテーマ『Aries』

歌：rino、作詞・作曲：tororo、編曲：Angel Note
- エンディングテーマ『明日への贈り物』

歌：yozuca*、作詞・作曲：tororo、編曲：鈴木雅也
- 挿入歌『SKY』

歌：橋本みゆき、作詞：畑亜貴、作曲・編曲：菅野祐悟

## 闇鍋Aries 〜明日への挑戦状〜
2000年9月29日に『闇鍋Aries 〜明日への挑戦状〜』が発売された。Ariesの外伝のほか、ケモノ系アダルトゲームが収録されている。原画はいくたたかのん・七尾奈留で、七尾は今作が原画家デビュー作である。

### Tail-Tale
商業用のゲームとしては大変珍しく、全ての登場人物がケモノで描かれたアダルトゲームである。キャラクターのセリフに声は当てられていない。エンディングはリックルートとナップルートの2つが存在する。

#### ストーリー
大陸の東の外れに位置するバストークの村に住む主人公リック・ザックは、外世界に行くことを強く希求しており、心臓の病気を患っている弟ナップ・ザックとともに、バストークの村の外れで暮らしていた。ある日、リックは薬草を採っている最中に、謎の少女ラン・タンに出会う。彼女との出会いが、リックの運命を大きく変えることになる。 

#### キャラクター
リック=ザック
本作の主人公。バストーク村に住むマオ族の少年。数年前に飛行機で飛び立った学者の父親と同じように、飛行機で空を飛び、外世界に行くことを希求している。
ナップ＝ザック
リックの弟。子供の頃に心臓の病気を患っており、家の外に出られなくなっている。読書が趣味で、それが縁で馴染みの書店で古文書の翻訳の仕事をしている。
ラン＝タン
本作に登場する唯一のヒロインで、ザバト村に住む謎の少女。包帯でぐるぐる巻きになっている尻尾が特徴で、普段はバストークとザバトの間の小島で花を摘んでいる。
ザイル
リックの年上の幼なじみ。法王庁の士官であり、ミデルの5番街に住んでいる。
ティーゲル&マグ
いずれもリックの知り合い。ザバト地方の西に位置する鉱山で働いている。
バーナー
ザバトに住む有名な資産家。

#### 舞台
バストーク
マオ族（ふわふわ尻尾の種族）が住む村。
ザバト
縞尻尾の種族が住む村。バストークとは戦争を幾度と無く繰り返しており、法王庁によって橋が切り落とされていた。大きな川が間を隔てているため、途中にある小島を経由しなければ行き来出来ない。
ミデル
ミデル地方の中心部。ザイルが通った大学もある。
法王庁
ミデル地方等を管轄する国家。この国家の下では、外世界の研究で飛行機を飛ばすことを堅く禁じており、リックの父親はこの機関の憲兵により逮捕・処分された。

## Aries Puredream/LoveDream
『Aries』をリメイクした『Aries PureDream』・『Aries LoveDream』が2004年4月2日に発売された。
リニューアルに伴いWindows 95・98のみ対応していたのがWindows 98・Me・2000・XPに対応できるようになった。

### 相違点
前作では7人のヒロインを攻略できたが、「天使紗菜」・「鈴凛々」が攻略できるようになった。
また「天使アミ」以外はPuredreamとLoveDreamで攻略できるキャラクターが分かれている（誰が何で攻略できるかに関しては登場人物の項を参照）。
また、前作ではアドベンチャーゲームであったが、今作ではノベルゲームとなり、シナリオもリライトされている。
CGモード、音楽モード、回想モードなどシステム面にも改良が加えられている。ヴィジュアルに関してもなお原画の段階で新たにイラストレーターを起用し、一新されている。
前作では「アミROOM -Ami Room-」というミニゲームがあったが、本作では独立したコンテンツとなっている。本作ではアミに指示を出してめもちを育てることもでき、育てためもちはめもちバトルに出して戦わせることができる。

## 評価
『闇鍋Aries 〜明日への挑戦状〜』はアダルトゲーム雑誌「BugBug」の「イチオシ!BUG'Sレビュー」では、派生作品であることから本編を知らなくても楽しめるのか疑問に思うこともあるが、本作はその心配はなく『ドン・チャック物語』や『メイプルタウン物語』のような獣人たちの話で人間同士とはまた違うエッチシーンが楽しめ嬉しいという評価が寄せられた。
既読シナリオをあらすじとして読める機能については、時間的余裕がない人でも物語をきちんと把握して迅速に展開を楽しめるとして評価された。
また、シナリオはきっちりしていて選択肢は少ないためノベルゲームのようだが、それだけストーリーに重点を置いて単なるハッピーエンドではないキャラ達の心情に説得力があると賞賛した。